# دموستن
دموستن، دموستنس، دموستنیس، یا دیموستنیس (به یونانی: Δημοσθένης؛ به فرانسوی: Démosthène؛ ۳۸۴ – ۳۲۲ پیش از میلاد) دولتمردی برجسته و سخنرانی توانا در آتن در یونان باستان بود. او لکنت زبان داشته و برای رفع آن هنگام سخن گفتن دانهٔ شنی در دهان نگه می‌داشته‌است.

## زندگی
او که در چهار سده پیش از میلاد می‌زیست دانا به علم بدیع بود. سخنرانی‌های وی را خردمندانه و دلاورانه می‌دانند. نخستین سخنرانی وی در بیست‌سالگی ایراد شد. او در آغاز به خوانش سخنرانی‌های سخنرانان برجسته پیشین و پیشهٔ وکیلی پرداخت.
او در کنار پیشه حقوقی‌اش گرایش به دانش سیاست داشت. نخستین سخنرانی سیاسی او در ۳۵۴ پیش از میلاد انجام شد. وی پربارترین سال‌های زندگی خود را وقف ایستادگی و پدافند در برابر چیرگی‌جویی مقدونیه نمود. او کوشید تا سرافرازی را به آتن بازگرداند و هم‌شهریانش را در برابر فیلیپ دوم مقدونی، پادشاه مقدونیه، همبسته نماید؛ ولی در این راه ناکام ماند و فیلیپ در راستای گرایش به گسترش مرزهای جنوبی کشورش همهٔ دولت‌شهرهای یونانی را رام خود ساخت. این لشکر کسی ناگهانی بود و آتنی ها را چنان غافلگیر کرد که کسی از خطیبان جرات رفتن بر روی سکو و سخن گفتن با مردم را نداشت. اما دموستنس بر روی سکو رفت و پیشنهاد کرد که با شهر تب اتحادی تشکیل شود و مقابل لشکر فیلیپ که به بهانه دخالت در جنگ مقدس سوم به داخل یونان وارد شده بود روبرو شوند. مردم آتن رای موافق دادند و خود دموستنس سریعا به تب رفت و در آنجا توانست شورای تب را که دشمنی دیرینه با آتن داشت به حمایت وادارد. نهایتا آتن و تب مشترکا به نبرد با فیلیپ رفتند. این اولین جنگ اسکندر مقدونی هم بود و در آن مقدونی ها لشکر متحد آتن و تب را شکست دادند. اما فیلیپ این دو شهر را نابود نکرد و با این اقدام توانست بر اعتبار خود میان یونانیان بیافزاید. دموستنس همواره به تشویق سیاست های ضد مقدونی ادامه میداد، و گویا در این مسیر از جانب پادشاهی هخامنشی حمایت میشده است. با مرگ فیلیپ دموستنش تلاش دیگری برای شورش میکند که با پاسخ سنگین اسکندر روبرو شده و مجبور به فرار از آتن شد.  پس از اسکندر جانشین او آنتیپاتر با شورشی های آتنی که نمیخواستند سلطه مقدونیه را بپذیرند روبرو شد. دموستنش پس از مرگ اسکندر چند ماه آخر عمر را در آتن سپری کرد.

## جایگاه آینده
در آینده او را یکی از ده سخنران و لوگوگراف شبه‌جزیره آتیکا دانستند. لونگینوس بر این باور بود که دموستن به آهنگ سخنان بزرگ، شور زندگی، گستردگی، آمادگی و تندی رسیده بود. سیسرون او را سخنرانی تمام‌عیار می‌داند که هیچ کاستی‌ای ندارد؛ و کوئنتیلی او را استاندارد سخنرانی و سخنرانی به تنهایی برخاسته در میان همه سخنرانان می‌داند.